# توني أتلاس
توني أتلاس (بالإنجليزية: Tony Atlas)‏ هو مصارع محترف أمريكي، ولد في 23 أبريل 1954 في روانوك في الولايات المتحدة.

## وصلات خارجية
- توني أتلاس على موقع دبليو دبليو إي (الإنجليزية)
- توني أتلاس على موقع WrestlingData.com (الإنجليزية)
- توني أتلاس على موقع CageMatch worker (الإنجليزية)
- توني أتلاس على موقع قاعدة بيانات المصارعة على الإنترنت (الإنجليزية)
- توني أتلاس على موقع عالم المصارعة على الإنترنت (الإنجليزية)
- توني أتلاس على موقع عالم المصارعة على الإنترنت (الإنجليزية)
- توني أتلاس على موقع IMDb (الإنجليزية)
- توني أتلاس على موقع قاعدة بيانات الفيلم (الإنجليزية)